# Julius Ringel
Julius Ringel (ur. 16 listopada 1889 w Völkermarkt, zm. 11 lutego 1967 w Bayerisch Gmain) – austriacki wojskowy w randze generała piechoty górskiej (General der Gebirgstruppe) Wehrmachtu. Służył w okresie II wojny światowej. Dowodził 3 Dywizja Górską, 5 Dywizja Górską, LXIX Korpusem Armijnym i Wehrkreis XI oraz Korpusem Ringel. Za swoją służbę został odznaczony Krzyżem Rycerskim Krzyża Żelaznego z Liśćmi Dębu.

## Wojskowa kariera

### Awanse
- Leutnant: 1 listopada 1910
- Oberleutnant: 1 sierpnia 1914
- Hauptmann 7 lipca 1917
- Major: 15 maja 1921
- Stabshauptmann : 27 listopada 1923
- Oberstleutnant (Austriackiej Armii): 15 grudnia 1932
- Oberstleutnant (Niemieckiej Armii : 1 sierpnia 1936)
- Oberst: 1 stycznia 1939
- Generalmajor 1 listopada 1940
- Generalleutnant: 1 grudnia 1942
- General der Gebirgstruppe: 1 lipca 1944

### Odznaczenia
- Odznaka Złota Partii (1941)
- Medal za Kampanię Zimową na Wschodzie 1941/1942 (1942)
- Opaska Kreta (1942)
- Krzyż Żelazny
  - II klasy (1939)
  - I klasy (1941)
- Krzyż Honorowy
- Krzyż Rycerski Krzyża Żelaznego z Liśćmi Dębu
  - Krzyż Rycerski (1941)
  - Liście Dębu (1943)
- Medal Pamiątkowy 13 marca 1938
- Medal Pamiątkowy 1 października 1938
- Austriacki Order Żelaznej Korony, III klasy z dekoracją wojenną, mieczami i złotą baretką
- Austriacki Signum Laudis na wstążce z bawarskim medalem z mieczami w srebrze i brązie
- Medal Rannych (ranny dwukrotnie)
- Krzyż Wojskowy Karola (Austria)
- Order Świętego Aleksandra IV klasy z mieczami (Bułgaria)